# 莫斯科貓博物館
莫斯科貓博物館是一棟位於莫斯科的博物館，創立於1993年，主要致力於介紹貓相關的藝術與生活。

## 歷史
在1992年5月和6月之間，安德烈·阿布拉莫夫舉辦了集結各地畫家、雕塑家和其他類型的藝術家的貓科動物相關作作品的展覽，展覽的名字為貓的眼睛，並以此為題的特殊在博物館中展覽。 由於展覽非常成功，安德烈·阿布拉莫夫因此在莫斯科的中央联邦区創建永久性的博物館，開幕時間為1993年3月。博物館蒐集了蜡染、照片，還包括书籍、玩具、以及任何以貓為主題的藝術品。博物馆後續被轉移到現址，而一開始的金主寵物食品公司則撤回他們的投資。

## 展覽
本展覽主要展出包括猫的眼睛、婦女與貓、猫的魔法，兒童拍攝貓相關的照片...等。雖然博物館中也有一些紀念品如餅乾或是明信片，不過並沒有販售的打算。該博物館每年都會舉辦女人和貓的選美比賽，不過主辦單位更傾向這是一項更廣泛的評比項目，包括女性與貓是否優雅、知性。